# Епимахия
Eпимахия (на старогръцки: Έπιμαχία) е отбранителен съюз на полиси в Древна Гърция, антигон на симахията.
Примерно, атиняните сключват с керкиряните не симахия, а епимахия, т.е. ако последните нападнат Коринт, да не се счита Древна Атина във война с Пелопонеския съюз, обаче ако някоя симахия нападне Керкира или Древна Атина, да се счита във война и с двете. .